# 채텀 (켄트주)

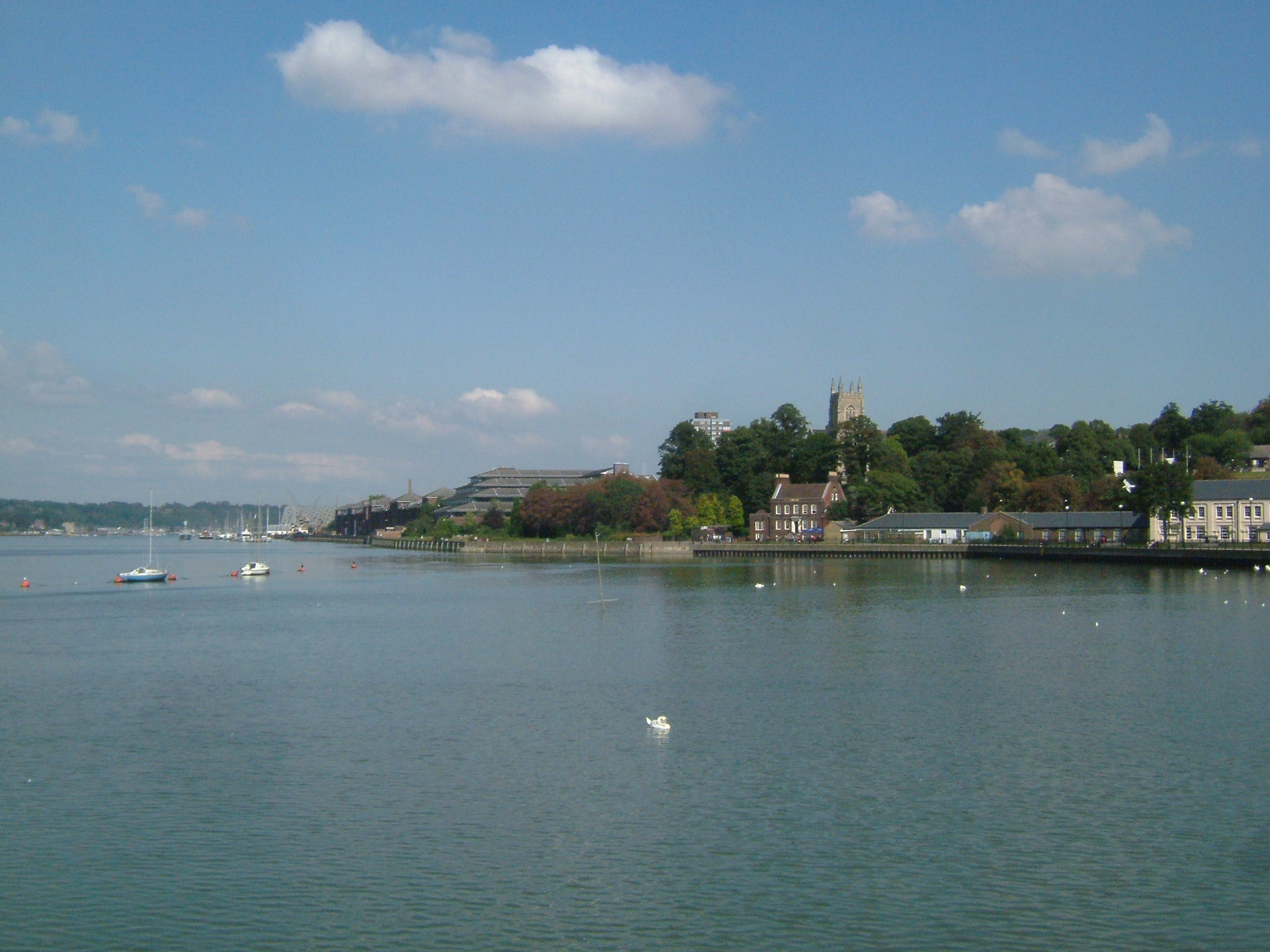
채텀

채텀(영어: Chatham)은 잉글랜드 켄트주의 도시로 인구는 76,792명(2011년 기준)이다.